# Alexis Magallon de la Morlière
Pour les articles homonymes, voir Magallon.
Alexis Magallon de la Morlière, également écrit Lamorlière né le 3 janvier 1707 à Grenoble (Isère), mort le 30 janvier 1799 à Versailles (Yvelines), est un lieutenant-général de la Révolution française.

## États de service
Il entre en service le 30 mars 1728, comme sous-lieutenant au régiment de Bourgogne, il participe au siège de Philippsbourg en 1734, puis il passe lieutenant le 7 février 1736, et capitaine le 26 août 1738. Il est employé en Bavière lors des campagnes de 1741 à 1743, il est à la Bataille de Dettingen le 27 juin 1743 et en Flandre en 1744, sous les ordres du maréchal de Saxe.  
Le 16 décembre 1744 il obtient une commission de lieutenant-colonel, et le 11 mai 1745 il combat à Fontenoy. Il est nommé colonel le 16 octobre 1745, au régiment de la Morlière, composé de 500 chevaux et de 1 000 hommes d’infanterie. De 1746 à 1748 il participe à plusieurs expéditions glorieuses avec son régiment. Il se trouve au siège de Gand en juillet 1746, et à la bataille de Rocourt le 11 octobre suivant. 
Le 2 juillet 1747 il assiste à la Bataille de Lauffeld, et le 27 juillet suivant, il est élevé au grade de brigadier. Il participe au siège de Berg-op-Zoom et le 6 avril 1750, il est revêtu de la charge de maître de la garde de robe de feue la reine, charge qu’il occupe de nouveau en 1770, auprès de la Dauphine devenue reine de France. 
En 1754 il est envoyé en Dauphiné, chargé de détruire les bandes de contrebandiers qui sévices dans cette région. Il réussit à arrêter Mandrin et les principaux chefs de ses bandes armées. Nommé colonel le 1er avril 1757, il est à la Bataille de Hastenbeck le 26 juillet 1757. Il est promu maréchal de camp le 10 février 1759, et lieutenant-général, le 25 juillet 1762.
En retraite depuis février 1791, il reprend du service le 1er juin 1792 en devenant commandant en chef de l'armée du Rhin. Il est fait Grand-croix de Saint-Louis le 7 mars 1792. Il est mis en disponibilité le 15 mai 1793, et il prend définitivement sa retraite le 11 février 1798 à l'âge de 91 ans.
Il meurt le 30 janvier 1799 à Versailles.
Il est le père du général François-Louis Magallon (1754-1825).

## Sources
- Alexis Magallon de la Morlière  sur roglo.eu
- François Alexandre Aubert de la Chesnaye-Desbois, Dictionnaire de la noblesse, tome 12, Schlesinger frères, Paris, 1868, 498 p. (lire en ligne), p. 365.
- Docteur Robinet, Jean-François Eugène et J. Le Chapelain, Dictionnaire historique et biographique de la révolution et de l'empire, 1789-1815, volume 2, Librairie Historique de la révolution et de l’empire, 886 p. (lire en ligne), p. 473.